# Bozal (equitación)

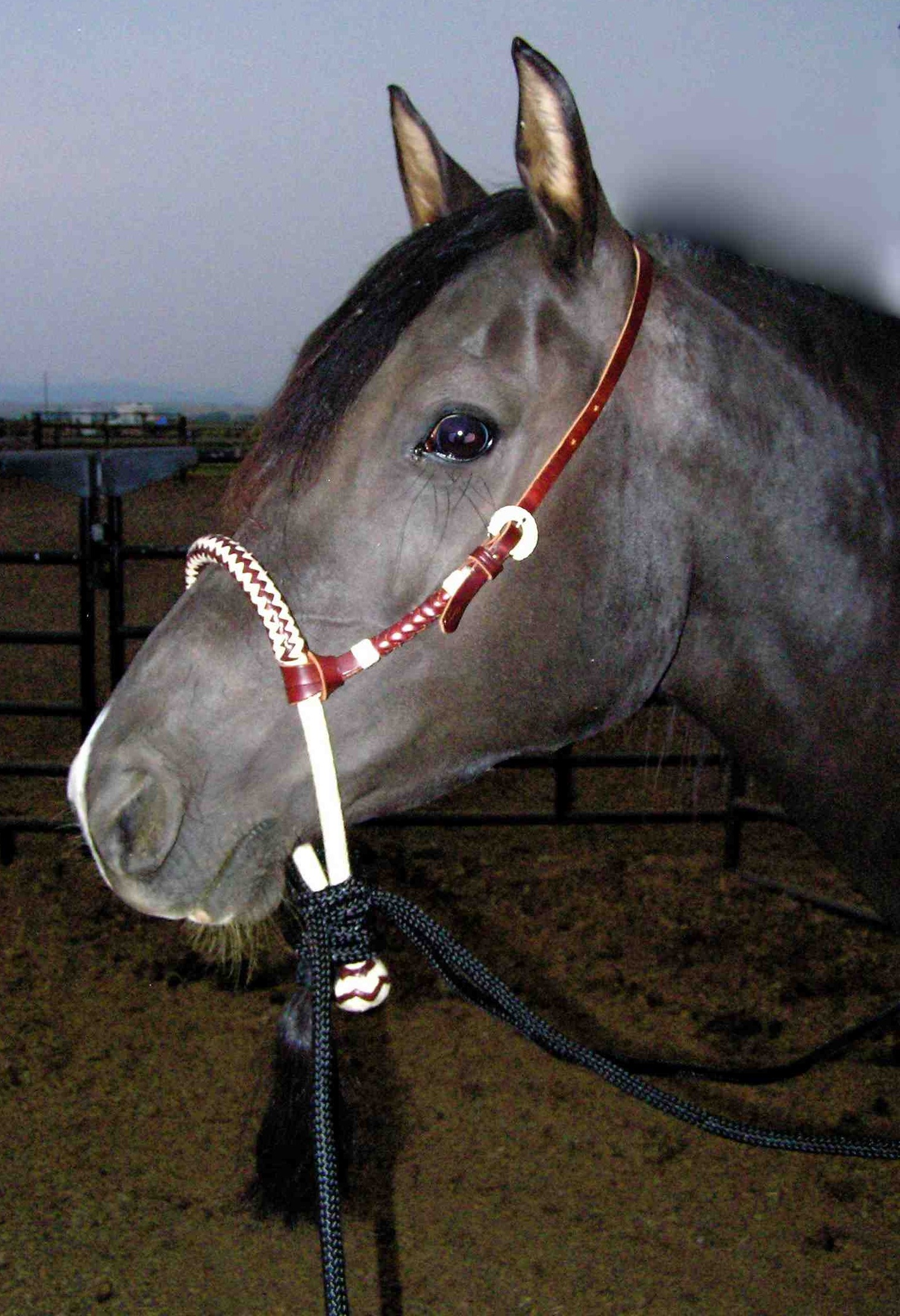
Caballo con bozal.

Un bozal o ronzal (del árabe, rasan, que significa cabestro, muserola) es una cuerda que tiene la cabezada de cuadra de los caballos para atarlos al pesebre
o a cualquier otra parte. Está compuesto por el anillo o cogotera, travesaño, hociquera, cabezada o tiros, testera y fiador. 

## Tipos de bozales
- Medio bozal: es un bozal improvisado haciendo un medio nudo corredizo alrededor del hocico del animal con la misma soga que se tiene atada al pescuezo; sirve para sujetarlo y conducirlo más fácilmente.
- Bozal de dos botones: bozal que lleva dos botones, uno a cada lado, con sus correspondientes presillas, de manera que sea posible desprenderlo de cualquier lado. Facilita la tarea cuando un potro se halla tirado en la tierra y se desea desprender el bozal del lado derecho.
- Bozalejo: cabezada-bozal que lleva media hociquera, pero sin cogotera ni travesaño.